# Pfrogner Point
Pfrogner Point är en udde i Antarktis. Den ligger i Västantarktis. Chile gör anspråk på området.
Terrängen inåt land är platt. Havet är nära Pfrogner Point norrut. Trakten är obefolkad. Det finns inga samhällen i närheten.